# گریفین (کمیک)
گریفین (به انگلیسی: Griffin) (جانی هورتون ) یک شخصیت تخیلی و ابرتبه‌کارانه در کتاب‌های کامیک می‌باشد. این کاراکتر به دست استیو اینگلهارت و تام ساتون خلق شده و در ماجراجویی‌ها شگفت‌انگیز شماره ۱۵ام (نوامبر ۱۹۷۲) معرفی شد.
وی همچنین عضو گروه‌های خلافکارانه‌ای چون امپراتوری سری و استادان شیطان است.
جدا از کتاب‌های کامیک، شرکت مارول از گریفین در دیگر کالاهای خود از جمله پوشاک، اسباب‌بازی، ورق بازی، انیمیشن‌های تلویزیونی و بازی‌های رایانه‌ای استفاده کرده است.
این شخصیت را بر اساس مانتیکور، موجودی افسانه‌ای، ساخته شده است.